# Космическая станция 3D
«Космическая станция 3D» (в «плоском» варианте 2D известен как просто «Космическая станция» англ. Space Station) — совместный американо-канадский документальный фильм о Международной космической станции, вышедший в прокат в 2002 году в формате IMAX 3D. Фильм снят канадской кинокомпанией IMAX Corporation при сотрудничестве с космическим агентством NASA. В фильме использованы оригинальные съёмки, проводившиеся во время семи космических миссий, начиная с 1990 года.

## Содержание
Это первый 3D-фильм, снятый в открытом космосе, и актёрами которого стали астронавты, находившиеся в момент съёмок на станции. С помощью кинематографических технологий 3D картина рассказывает о величайшем инженерном достижении, сделанном космонавтикой со времени первой высадки на Луну: огромной космической станции, собранной прямо на орбите, и мчащейся над Землей со скоростью 28 тысяч километров в час. Частью фильма стали впечатляющие кадры запусков ракет-носителей с космодрома Байконур и Космического центра имени Кеннеди. Зрители попадают в невесомость вместе с экипажем станции, а также могут наблюдать выход в открытый космос во время монтажных работ. В оригинале (на английском языке) фильм озвучен известным американским актёром Томом Крузом.

## Технические особенности
Фильм стал одним из самых зрелищных за всю историю космического кинематографа, благодаря самому высокому качеству изображения, достижимому в начале XXI века. Информационная ёмкость киноплёнки IMAX считается наивысшей из всех существующих кинематографических систем, позволяя строить кинотеатры с огромными экранами. Малозаметность границ такого экрана в сочетании с объёмным изображением обеспечивает ни с чем не сравнимый эффект «погружения».
Съёмка в оригинальном формате на 65-мм киноплёнку в космосе невозможна, так как единственный существовавший на тот момент тип 3D-камеры «Solido» по размерам был чуть меньше бытового холодильника. Поэтому механиком IMAX Марти Мюллером в единственном экземпляре был построен специальный киносъёмочный аппарат, пригодный для транспортировки кораблями «Спейс шаттл». Аппарат «ICBC 3D» (англ. IMAX Cargo Bay Camera) снимал оба кадра стереопары на одну киноплёнку, что упростило эксплуатацию камеры и позволило вписать её в габариты, жёстко продиктованные размерами переходных люков станции. Два кадра стереопары со стандартным шагом IMAX в 15 перфораций каждый, располагались попарно вдоль киноплёнки, что потребовало после каждой экспозиции протягивать её на 30 перфораций. Тем не менее, вместе с киноплёнкой космическая камера оказалась ещё тяжелее обычных, превысив отметку в 300 килограммов (700 фунтов). Однако, в условиях невесомости такая масса не препятствует перемещению камеры вручную.
Механизм камеры вместе с киноплёнкой заключён в герметичный контейнер, поскольку из-за большой площади кадра в аппаратуре IMAX используется вакуумный прижим киноплёнки к выравнивающему стеклу. В условиях открытого космоса такая технология требует создания искусственной атмосферы внутри корпуса. Зарядка киноплёнки производилась механиками на Земле, поэтому во время полёта весь материал должен был быть отснят на единственную кассету ёмкостью 1800 метров. Учитывая большой шаг кадра в 142,5 миллиметра, при стандартной частоте киносъёмки 24 кадра в секунду плёнка движется в камере со скоростью более 3 метров в секунду (12 километров в час). В результате весь запас фотоматериала расходуется за 8 минут непрерывной работы камеры. После окончания миссии аппарат вместе с отснятой киноплёнкой возвращался на Землю для её извлечения и лабораторной обработки. Перезаряженная камера поднималась на орбиту семь раз, начиная с миссии STS-31 в апреле 1990 года. Впоследствии часть материала, отснятого этой камерой, была использована в фильме «Хаббл IMAX 3D».

## Оценка
Документальный фильм стал представителем новой волны коммерчески успешных картин начала 2000-х. «Космическая станция 3D» в течение 7 лет оставался на экранах и собрал в мировом прокате свыше $120 млн. В домашнем прокате картина обошла многие игровые картины со звездными именами. New York Times в рецензии высоко оценила визуальную составляющую картины, отметив что только технология IMAX может передать всю красоту космоса и впечатления, которые получают космонавты. После просмотра среди зрителей несомненно появятся космические туристы.